# Acetat d'etil
L'acetat d'etil o etanoat d'etil és un compost orgànic de fórmula CH₃COOCH₂CH₃. És un líquid incolor amb olor dolça i es fa servir com a pega, per treure l'esmalt de les ungles i com insecticida en entomologia per conservar els cossos dels insectes. L'acetat d'etil és l'èster de l'etanol i l'àcid acètic. Es produeix a gran escala com a solvent. En total se'n produeixen anualment unes 1.300 tones.
En el vi l'acetat d'etil és l'èster més comú i en vins joves contribueix al gust afruitat però si n'hi ha massa, el vi agafa gust de vinagre. És poc tòxic.